# Bernhard Germeshausen
Bernhard Germeshausen (Heilbad Heiligenstadt, 21 augustus 1951 – 15 april 2022) was een Oost-Duits bobsleepiloot en remmer. Germeshausen won als remmer van Meinhard Nehmer, olympisch goud in de tweemansbob in 1976 en olympisch goud in de viermansbob in zowel 1976 als in 1980. Germeshausen won als remmer tijdens de wereldkampioenschappen in de viermansbob een medaille in elke kleur . Als piloot won Germeshausen de zilveren medaille in de tweemansbob tijdens de spelen van 1980 en in 1981 zowel de wereldtitel in de vier- als in de tweemansbob.

## Resultaten
- Olympische Winterspelen 1976 in Innsbruck  in de tweemansbob
- Olympische Winterspelen 1976 in Innsbruck  in de viermansbob
- Wereldkampioenschappen bobsleeën 1977 in Sankt Moritz  in de viermansbob
- Wereldkampioenschappen bobsleeën 1978 in Lake Placid  in de viermansbob
- Wereldkampioenschappen bobsleeën 1979 in Königssee  in de viermansbob
- Olympische Winterspelen 1980 in Lake Placid  in de tweemansbob
- Olympische Winterspelen 1980 in Lake Placid  in de viermansbob
- Wereldkampioenschappen bobsleeën 1981 in Cortina d'Ampezzo  in de tweemansbob
- Wereldkampioenschappen bobsleeën 1981 in Cortina d'Ampezzo  in de viermansbob

1932: Hubert Stevens / Curtis Stevens ·
1936: Ivan Brown / Alan Washbond ·
1948: Felix Endrich / Friedrich Waller ·
1952: Andreas Ostler / Lorenz Nieberl ·
1956: Lamberto Dalla Costa / Giacomo Conti ·
1964: Anthony Nash / Robin Dixon ·
1968: Eugenio Monti / Luciano De Paolis ·
1972: Wolfgang Zimmerer / Peter Utzschneider ·
1976: Meinhard Nehmer / Bernhard Germeshausen ·
1980: Erich Schärer / Josef Benz ·
1984: Wolfgang Hoppe / Dietmar Schauerhammer ·
1988: Jānis Ķipurs / Vladimir Kozlov ·
1992: Gustav Weder / Donat Acklin ·
1994: Gustav Weder / Donat Acklin ·
1998: Günther Huber / Antonio Tartaglia en Pierre Lueders / David MacEachern ·
2002: Christoph Langen / Markus Zimmermann ·
2006: André Lange / Kevin Kuske ·
2010: André Lange / Kevin Kuske ·
2014: Beat Hefti / Alex Baumann ·
2018: Francesco Friedrich / Thorsten Margis en Justin Kripps / Alexander Kopacz ·
2022: Francesco Friedrich / Thorsten Margis
1924: Scherrer / Neveu / A.Schläppi / H.Schläppi ·
1928: Fiske / Tucker / Mason / Gray / Parke ·
1932: Fiske / Eagan / Gray / O'Brien ·
1936: Musy / Gartmann / Bouvier / Beerli ·
1948: Tyler / Martin / Rimkus / D'Amico ·
1952: Ostler / Kuhn / Nieberl / Kemser ·
1956: Kapus / Diener / Alt / Angst ·
1964: V.Emery / Kirby / Anakin / J.Emery ·
1968: Monti / De Paolis / Zandonella / Armano ·
1972: Wicki / Leutenegger / Camichel / Hubacher ·
1976: Nehmer / Babock / Germeshausen / Lehmann ·
1980: Nehmer / Musiol / Germeshausen / Gerhardt ·
1984: Hoppe / Wetzig / Schauerhammer / Kirchner ·
1988: Fasser / Meier / Fässler / Stocker ·
1992: Appelt / Schroll / Winkler / Haidacher ·
1994: Czudaj / Brannasch / Hampel / Szelig ·
1998: Langen / Zimmermann / Jakobs / Hampel ·
2002: Lange / Kühn / Kuske / Embach ·
2006: Lange / Hoppe / Kuske / Putze ·
2010: Holcomb / Mesler / Tomasevicz / Olsen ·
2014: Melbārdis / Dreiškens / Vilkaste / Strenga  ·
2018: Friedrich / Bauer / Grothkopp / Margis   ·
2022: Friedrich / Margis / Bauer / Schüller